# Szpital Panzi
Panzi – szpital w Bukavu, we wschodniej Demokratycznej Republice Konga. Założony w 1999 roku i zarządzany przez Wspólnotę Kościołów Zielonoświątkowych w Afryce Środkowej (CEPAC) szpital specjalizuje się w leczeniu ofiar przemocy seksualnej. 
Dyrektorem szpitala jest ginekolog Denis Mukwege, w 2018 roku nagrodzony pokojową nagrodą Nobla „za wysiłki mające na celu zaprzestanie używania przemocy seksualnej jako narzędzia wojny i konfliktów zbrojnych”. Za sprawą nabytego doświadczenia Mukwege jest wiodącym na świecie ekspertem w dziedzinie rekonstrukcji narządów rodnych.
Szpital jest największym ośrodkiem pomagającym ofiarom gwałtów w Kongu, udzielił pomocy około 50 000 ofiarom przemocy seksualnej. Oprócz pomocy medycznej szpital udziela także pomocy psychologicznej, prawnej i prowadzi działalność edukacyjną.